# Choros N.º 10
Choros n.º 10 ("Rasga o Coração") é uma obra para coro e orquestra escrita em 1926 pelo compositor Heitor Villa-Lobos . É parte de uma série de quatorze composições numeradas coletivamente intituladas Choros, que vão desde solos para violão e para piano até obras compostas para solista ou coro com orquestra ou múltiplas orquestras, e com duração de até mais de uma hora. Choros nº 10 tem duração moderada, uma execução gravada pelo compositor durando pouco menos de treze minutos.

## História

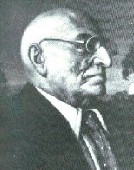
Catulo da Paixão Cearense, autor das palavras de "Rasga o coração"

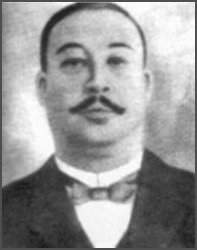
Anacleto de Medeiros, cuja melodia "Yará" é citada no Choros nº 10

Choros nº 10 foi composta no Rio de Janeiro em 1926, e foi dedicada a Paulo Prado. Estreou-se em um concerto em homenagem ao Presidente da República, Washington Luís, em 11 de novembro de 1926, no Teatro Lyrico do Rio de Janeiro, pela Grande Orquestra da Empresa Viggiani, pelo Coro Nacional e pelo Deutscher Männerchor, regido pelo ppróprio compositor. Essa também foi a apresentação de despedida de Villa-Lobos ao Rio de Janeiro. A apresentação continha um anúncio de sua partida iminente para a Europa. A estreia europeia teve lugar em Paris a 3 de Dezembro de 1927 na Salle Gaveau com a Orchester des Concerts Colonne e L'Art Choral, mais uma vez com o compositor a reger. A estreia americana foi dada pela Orquestra Filarmónica-Sinfónica de Nova Iorque e pela Schola Cantorum, dirigida por Hugh Ross, a 15 de Janeiro de 1930, no Carnegie Hall de Nova Iorque ( Villa-Lobos, sua obra 2009, 25  ; Magaldi 2006, 219  )
Já durante a vida do compositor, a obra se tornou a mais conhecida de todos os Choros (Appleby 2002, 87). Na segunda metade da obra, Villa-Lobos introduz uma melodia popular, originalmente uma chotiça chamada Yará, escrita por Anacleto de Medeiros. Em ritmo mais lento, cantada ao lado de um poema do amigo e ex-companheiro de chorão de Villa-Lobos, Catulo de Paixão Cearense, tornou-se uma canção popular, "Rasga o Coração". Foi desta forma que Villa-Lobos utilizou tanto a melodia como a letra, e utilizou o título da canção como subtítulo para os Choros, juntamente com um agradecimento, "D'après la poésie de Catullo Cearence" [ sic ]. O poeta assistiu à estreia de Choros nº 10 em 1926 no Teatro Lyrico, e foi dominado pela emoção, abraçando o compositor num gesto de gratidão (Wright 1992, 72)   . Infelizmente, em um momento de crise financeira, Catulo vendeu os direitos de todas as suas obras literárias a um homem chamado Guimarães Martins, que evidentemente permaneceu por quase trinta anos ignorando o uso do texto por Villa-Lobos até por acaso, numa demonstração de novatos gramofones do Ministério da Educação do Rio de Janeiro, foi usada como exemplo uma gravação da obra. Martins iniciou uma ação de violação de direitos autorais contra Villa-Lobos, que foi finalmente resolvida apenas em 1956 - em favor do compositor. No entanto, a execução da obra Villa-Lobos gravada em Paris em maio de 1957 substituiu o texto de Catulo por sílabas neutras e, quando o editor Max Eschig reeditou a partitura em 1975, o texto também foi removido. A maioria das apresentações desde então, no entanto, restaurou as palavras do poema de Catulo ( Appleby 2002, 87  ; Wright 1992, 72 ).

## Análise

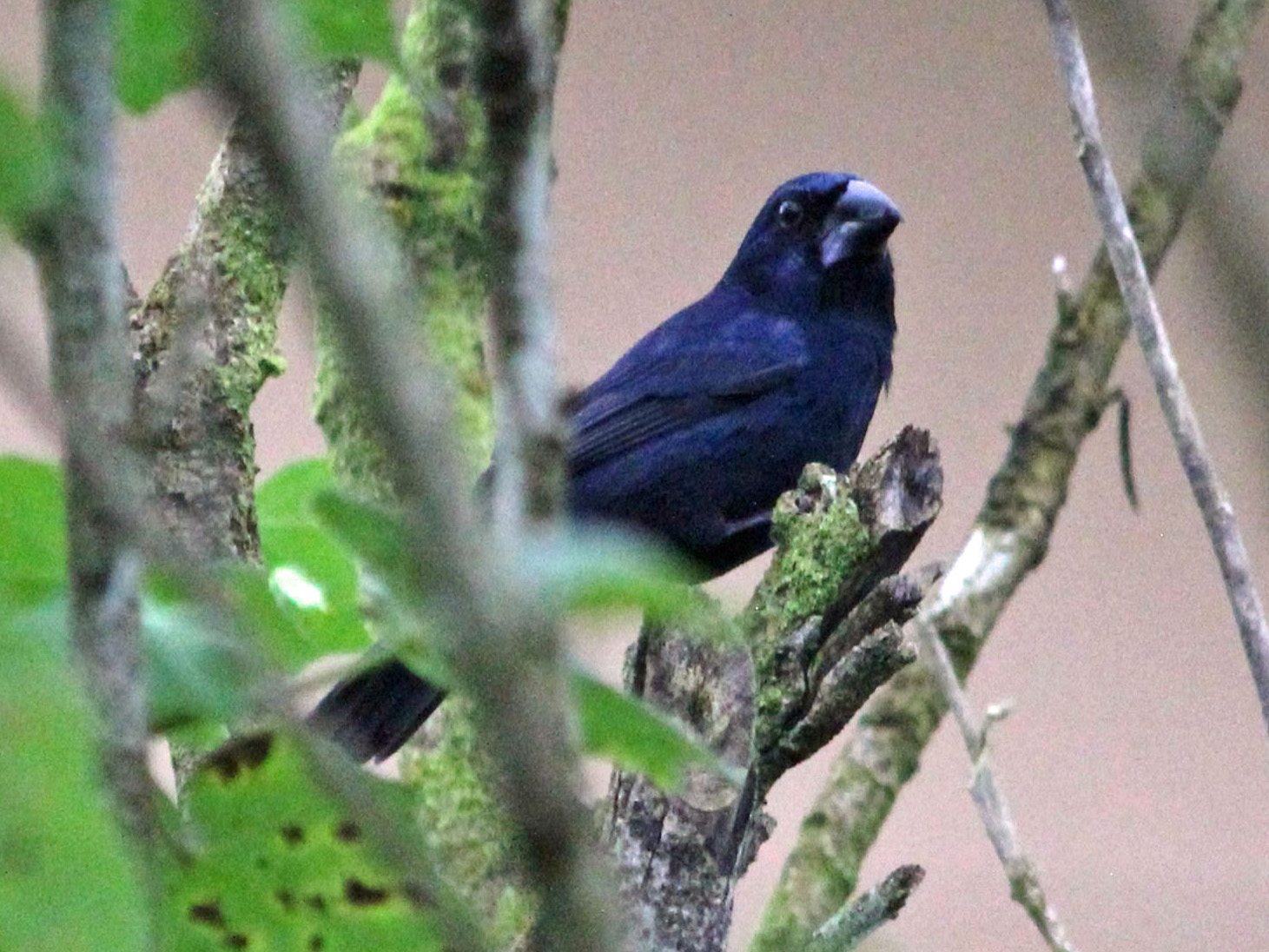
Azulão da mata (cianoides de cianocompsa)

Choros No. 10 divide- se em duas seções principais, a primeira para orquestra sozinha, a segunda adicionando um coro misto. A questão da subdivisão posterior da parte um é menos certa. Pode ser considerado como caindo em duas subdivisões: um ímpeto ritmicamente energético (números da página 1–18) e um noctume impressionista, com o tempo marcando Quaresma (números da página 18–35) (Tarasti 1995, 123–24)   .
O compositor descreve o canto dos pássaros amazônicos como uma fonte importante de material motívico na parte inicial do Choros No.10. O primeiro fragmento temática, apresentadas na flauta no bar 3, é "uma característica da célula melódica transfigurado da canção de um pássaro raro das florestas brasileiras, chamado em alguns lugares "Azulão da mata" (Villa-Lobos 1972, 204)   .